# Elvira Mínguez
Elvira Mínguez (Valladolid, 23 de julho de 1965) é uma atriz espanhola. Em 2006, ganhou o Prêmio Goya de melhor atriz coadjuvante pelo seu papel no filme Tapas.